# Décapeuse
« Scraper » redirige ici.  Pour l'instrument de musique, voir Scraper (musique).

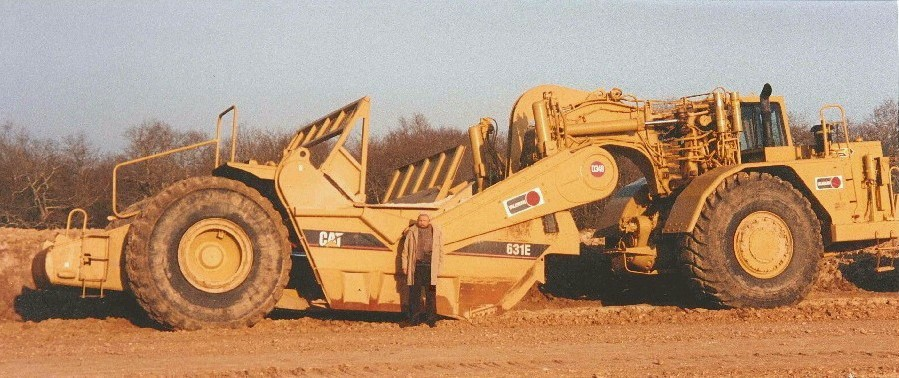
Une décapeuse (ou en). Le personnage au centre donne l'échelle. Remarquer le tampon de pousse à l'arrière.

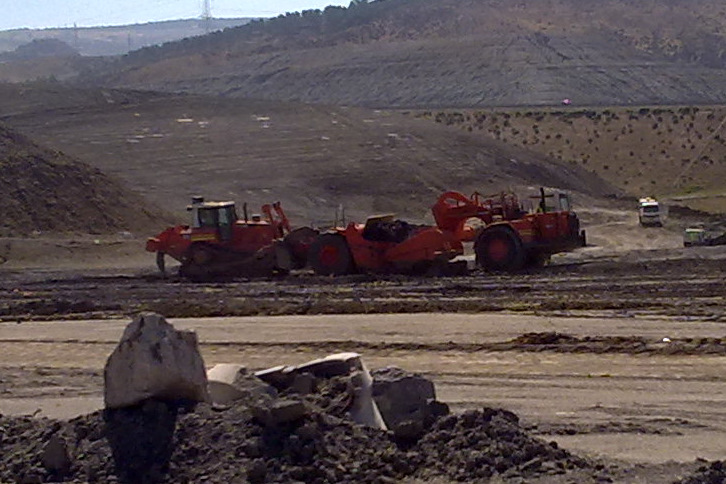
Un en poussant une décapeuse en train de charger sa benne.

La décapeuse est un engin de travaux publics ou agricoles. La décapeuse appelée aussi scraper ou motor-scraper et de catégorie CACES 8, est généralement utilisée pour l'arasement des sols. Cet engin possède une benne avec tiroir éjecteur pouvant se surbaisser et qui, par l'effet du déplacement de la machine, permet d'extraire les matériaux. Ceux-ci seront ensuite transportés sur le lieu de déchargement pour finalement y être répandus en couches.

## Terminologie
Ces engins étant originaires des États-Unis, le nom américain de scraper ou motor-scraper a été repris universellement. Le Québec (Office québécois de la langue française) a retenu l'appellation de « décapeuse » ; la commission française de terminologie n'a pas tranché, certains préférant la francisation de scraper en « scrapeur ». Sur les chantiers en France, ces engins sont fréquemment désignés par l'abréviation scrap.

## Décapeuses à roues
Il existe différents types de scrapers : les scrapers à poussée hydraulique, les scrapers à culbute, les scrapers pour vignes et vergers, etc.

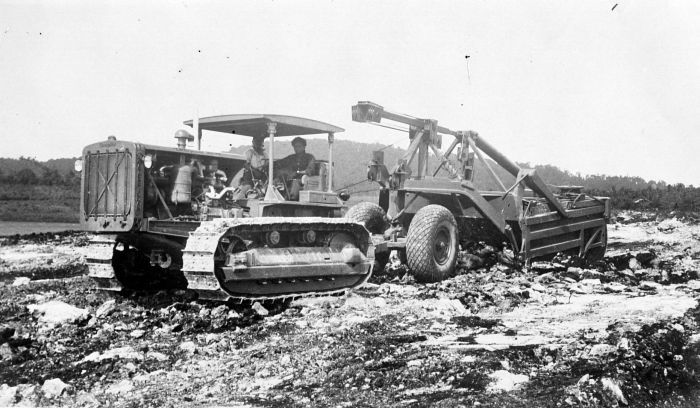
Préparation d'une piste d'aérodrome avec une décapeuse tirée par un tracteur à chenilles, avant 1944.

Les premiers engins de cette famille, comme la plupart des autres engins, étaient équipés de systèmes de manœuvre à câbles. De nombreux accidents graves ont eu lieu par rupture de câbles. De nos jours, l'hydraulique a réduit considérablement les risques. Ils étaient alors généralement tirés par des bulldozers ou des tracteurs à chenilles avançant lentement.

### Travaux publics et carrières

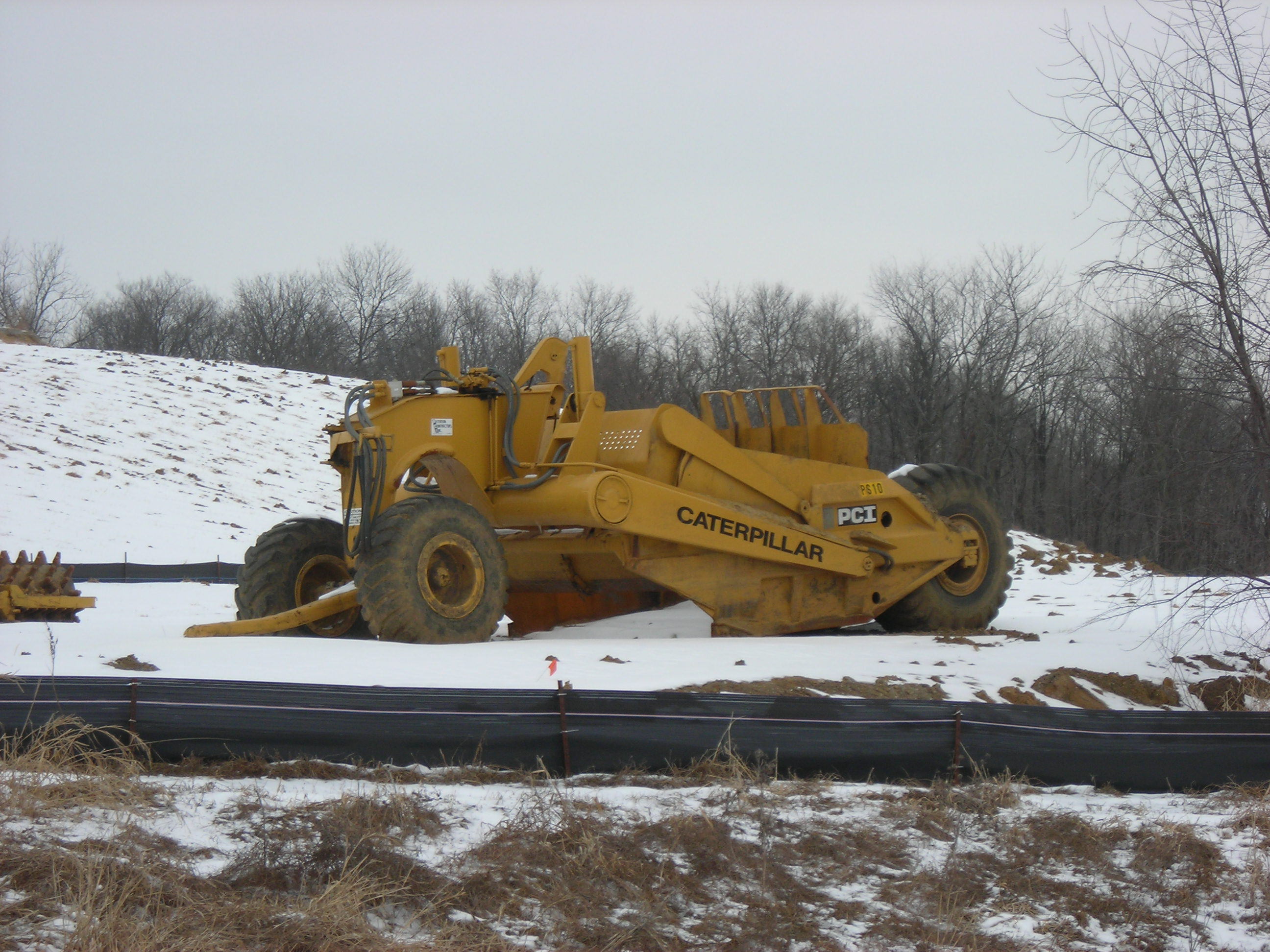
Scraper tracté.

Ces engins, même automoteurs, ne sont pas toujours autonomes pour décaper ; ils doivent souvent être poussés (un tampon se trouve à l'arrière) par un bulldozer équipé d'une lame spéciale dite « pousse ». Ce type de scraper dit « poussé » est le plus répandu. Ils permettent des cadences élevées, supérieures à celles permises par des pelles mécaniques chargeant des tombereaux, mais ne peuvent servir qu'aux décaissements en grande masse, et pas à des terrassements de faible importance. L'emploi d'un échelon de scrapers (plusieurs machines faisant des rotations) se justifie ainsi sur les grands chantiers, à condition que la distance à parcourir entre l'emprunt et le dépôt de matériau soit faible, car la vitesse de pointe de ces machines est modeste ; il est nécessaire en outre que les opérations n'imposent pas de quitter l'enceinte du chantier car une décapeuse ne peut pas circuler sur la voie publique en raison de son gabarit, sauf dans le cas de petites machines tractées.
Au moyen d'une chaîne élévatrice ou d'un tiroir, elle se charge et se décharge par ses propres moyens.
Il existe cependant un type assez peu courant appelé « bimoteur », car équipé de deux moteurs, un à l'avant et l'autre à l'arrière, qui peut ainsi se passer d'un bulldozer pour travailler. Une variante de ces scrapers bimoteurs est dite « push-pull » : munis d'un étrier amovible à l'avant et d'un crochet à l'arrière, ils peuvent être couplés durant la prise de matériaux qui se fait successivement par l'un puis par l'autre. C'est parce que la puissance d'un seul ne suffirait pas toujours pour cela. Après le chargement, les deux véhicules se dirigent séparément vers le lieu de déchargement puis se réunissent pour la prochaine prise de terre.

### Agriculture et espaces verts

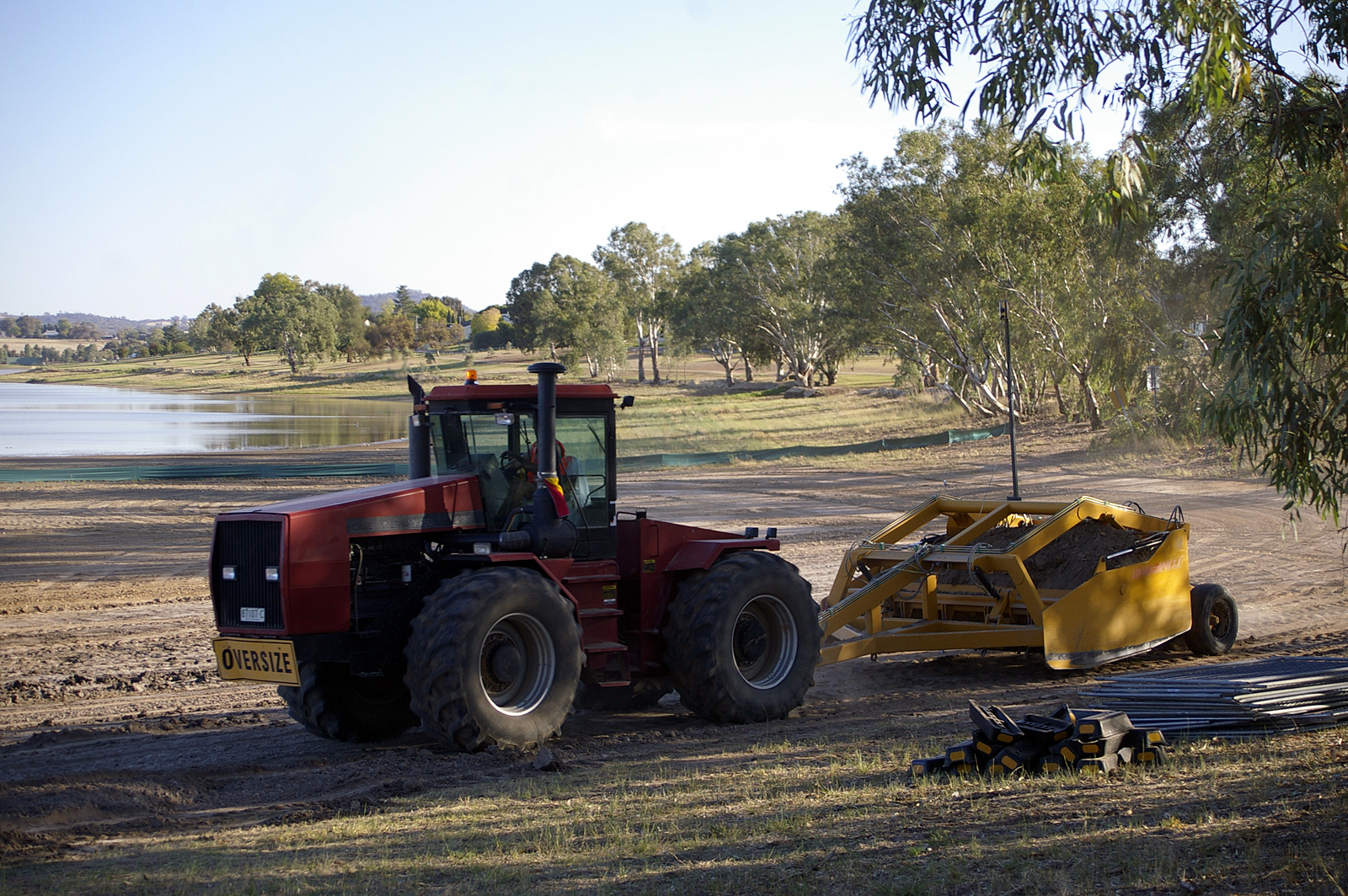
Retrait de vase autour d'un lac avec une scrapette mue par un tracteur agricole, 2009, Australie.

Le nivellement et le comblement des points bas permettent de supprimer les taches d'eaux stagnantes. La mécanisation en horticulture et maraîchage industriel exige des surfaces parfaitement planes. Ces travaux sont généralement réalisés par des scrapers légers, dits aussi scrapettes, tirés par des tracteurs agricoles de très forte puissance à grande vitesse (jusqu'à 14 km/h). La cote de travail est contrôlée automatiquement par télémétrie laser selon un plan préétabli en fonction des besoins de l'exploitant. Certaines machines combinent un décompacteur à dents (sous-soleuses) avec la benne scraper et parfois une lame niveleuse.

Schématisation du travail à la décapeuse.

## Décapeuses à chenilles

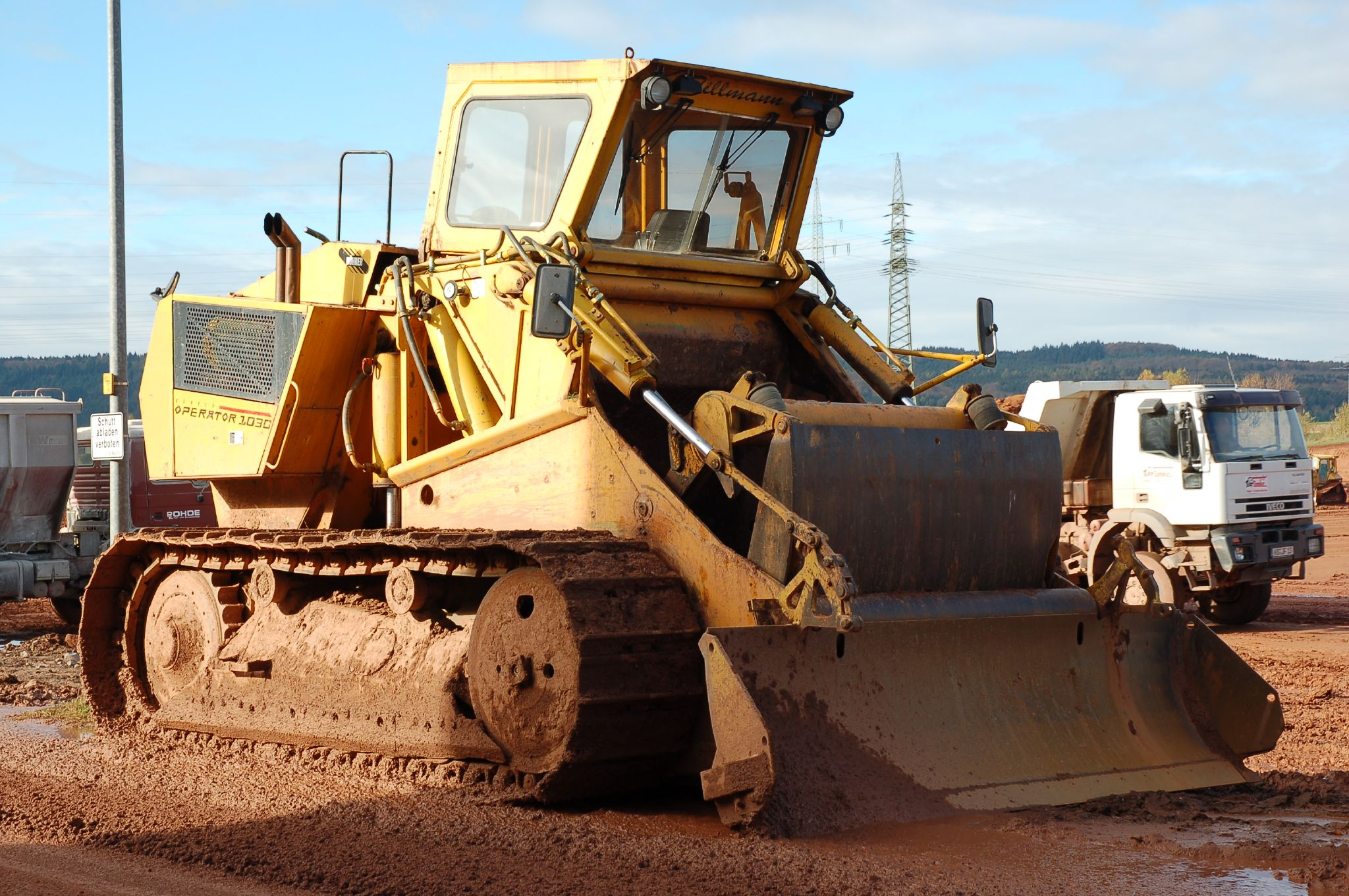
Décapeuse à chenilles.

La décapeuse à chenilles est la combinaison d'un système scraper (godet et tiroir) avec un chassis de bulldozer. Ces machines sont encore peu répandues ; voir Schürfraupe (de).